# Baškovce (Košice)
Baškovce (em húngaro: Alsóbaskóc) é um município da Eslováquia, situado no distrito de Sobrance, na região de Košice. Tem 6,21 km² de área e sua população em 2018 foi estimada em 250 habitantes.

## Demografia
| Ano:        | 1994 | 2004   | 2014   | 2024    |
| ----------- | ---- | ------ | ------ | ------- |
| Broj ljudi: | 269  | 261    | 253    | 215     |
| Razlika:    |      | -2,97% | -3,06% | -15,01% |

| Ano:               | 2023 | 2024   |
| ------------------ | ---- | ------ |
| Número de pessoas: | 224  | 215    |
| Diferença:         |      | -4,01% |